# High Tide Formation
High Tide Formation was een Nederlandse muziekgroep, waaruit later Kayak zou ontstaan.
De band ontstond in 1967 toen drie jongelui uit het Gooi gezamenlijk gingen musiceren onder de naam Balderdash. Hun vaders werkten bij de omroep in Hilversum. De samenstelling van de band was:
- Pim Koopman – slagwerk
- Ton Scherpenzeel – basgitaar
- Fons Disch – gitaar

De band speelde voornamelijk muziek van Jimi Hendrix, Cream, The Pretty Things en soortgelijke bands. In 1968 volgden de eerste gezamenlijke composities van Koopman en Scherpenzeel. Later in hun Kayaktijd zouden ze overigens weinig samen schrijven. Om wat meer armslag te krijgen werd een toetsenist aangetrokken in de persoon van Casper Lucas. Scherpenzeel ging verder met het schrijven en kwam met een liedje This was tomorrow, dat later zou uitgroeien tot de Kayakhit Mammoth. Na het vertrek van Disch moest aan een nieuwe samenstelling gewerkt worden en Scherpenzeel nam daarin het voortouw. De nieuwe naam werd High Tide:
- Pim Koopman – gitaar
- Ton Scherpenzeel – basgitaar
- Chiel van Praag – toetsinstrumenten
- Ron van der Werf – drums

Het repertoire verschoof richting jazz met onder andere Garota de Ipanema. In 1969 won dzze band een muziekwedstrijd onder Gooise middelbare scholen. Op 21 oktober 1969 stonden de heren in de Soundpush Studio te Blaricum voor hun eerste opnames. Dat viel tegen, aldus Scherpenzeel. De techniek van de musici hield te wensen over. De nummers Fluffy en White walls waren het resultaat. Toen ze de single wilden uitbrengen bleek dat er in het Verenigd Koninkrijk al een band onder de naam High Tide bestond. “Formation” werd toegevoegd. Tegen de wil van Scherpenzeel werd Fluffy tot A-kant gemaakt door Dureco. De single werd door Radio Veronica gedraaid en er volgde een radio-interview. 
Scherpenzeel zag een voortzetting met deze bezetting niet zitten voor een professionele loopbaan en Van Praag en Van der Werff vertrokken. Als gitarist kwam Johan Slager, even later gevolgd door zanger Max Werner. Koopman zat weer achter de drums, Scherpenzeel schoof naar de toetsen. De naam van de band was niet commercieel genoeg en er werd onder druk van EMI Nederland/Bovema gekozen voor Kayak.

## Discografie
- 1970: Fluffy